# Jack Cooper-Love
Jack Cooper-Love, né le 25 décembre 2001 à Aneby en Suède, est un footballeur suédois qui évolue au poste d'avant-centre au Burton Albion.

## Biographie

### En club
Né à Aneby en Suède, Jack Cooper-Love commence le football dans le club local du Aneby SK avant d'être formé par le IF Elfsborg. Il joue son premier match en professionnel avec ce club, le 28 février 2021, lors d'une rencontre de coupe de Suède contre l'Utsiktens BK. Il entre en jeu à la place de Jeppe Okkels lors de cette rencontre remportée par son équipe sur le score de quatre buts à un.
Le 19 avril 2021, Cooper-Love joue son premier match dans l'Allsvenskan, l'élite du football suédois, contre le Varbergs BoIS. Il entre en jeu à la place de Jeppe Okkels et son équipe l'emporte par trois buts à un ce jour-là,.
Le 13 septembre 2021, Cooper-Love prolonge avec Elfsborg jusqu'en décembre 2023, avant d'être prêté à l'Örgryte IS jusqu'à la fin de la saison.
Il fait alors ses premiers pas dans la Superettan, la deuxième division suédoise, jouant son premier match le 20 septembre 2021, contre le IFK Värnamo. Il entre en jeu à la place d'Arvid Brorsson et les deux équipes se neutralisent (1-1 score final).
Jack Cooper-Love est prêté au Skövde AIK le 24 février 2022, pour la durée d'une saison.
Le 6 juillet 2023, Cooper-Love est prêté jusqu'à la fin de l'année au Halmstads BK. Il retrouve ainsi la première division suédoise.
Le 17 juillet 2024, il rejoint Burton Albion.

## Vie privée
Jack Cooper-Love est né et a grandi en Suède mais ses parents sont anglais et originaires de Bury.